# جی سندریچ
جی سندریچ (انگلیسی: Jay Sandrich; ۲۴ فوریهٔ ۱۹۳۲ – ۲۲ سپتامبر ۲۰۲۱) کارگردان تلویزیونی، کارگردان فیلم و تهیه‌کننده فیلم اهل ایالات متحده آمریکا بود.
وی همچنین برندهٔ جوایزی همچون جوایز امی ساعات پربیننده، جایزه امی ساعات پربیننده برای بهترین کارگردانی مجموعه تلویزیونی کمدی، و جایزه انجمن کارگردانان آمریکا شده‌است.